# Талосто
«Та́лосто» — российская продовольственная компания, крупнейший производитель мороженого, замороженных полуфабрикатов и теста на Северо-Западе России. Штаб-квартира — в Санкт-Петербурге.

## История
Компания «Талосто» была основана в 1992 году при участии российского и финского капитала. В переводе с финского языка название компании означает «домашний очаг». Изначально целью компании была дистрибуция импортных продуктов питания на территории России. Работа началась с такими производителями мороженого как «Ingman» и «Valio» из Финляндии.
В 1995 году компания запустила первое собственное производство. Начали делать пельмени под брендом «Богатырские». В начале производство было на уровне 300 кг в сутки, к 1997 году показатели выросли до 100 тонн продукции в сутки. Началось производство замороженных котлет. Компания стала использовать слоган «Вкусно и просто!» на упаковках продукции. В 1996 году был куплен молочный завод в городе Волхов Ленинградской области, спустя два года, после модернизации производства, была изготовлена первая тонна мороженого. Впоследствии кроме мороженого было также налажено производство кондитерской продукции (джемы и вафельные изделия). В октябре 1997 года «Талосто» купила Домостроительный Комбинат на Кузнецовской улице в городе Санкт-Петербург. Он был преобразован в завод по производству различной замороженной продукции (пельменей, теста, котлет, вареников, блинов). Также туда была перенесена штаб-квартира компании. В апреле 1999 года компанией приобретена ферма «Лисички», проведена реконструкция с общим размером инвестиций в 700 тыс. долларов. На ферме наладили производство молока.
В 2001-2005 годах компанией проведен запуск брендов «Сам-Самыч», «Мастерица», «Оазис», «Золотой слиток», «Ля Фам», «Крутышка».
В 2005-2006 годах приобретены заводы компании «Смайл» (Озерский молочный комбинат), компании «Метелица», а также Подольский хладокомбинат, Шахтинский хладокомбинат и компания «Провиз».
В 2007 году «Талосто» открыла новый завод по производству замороженных продуктов в городе Шахты Ростовской области. Проектная мощность завода по производству мороженого составила 15 000 тонн продукции в год.
В 2008-2014 годах компанией созданы торговые марки мороженого «Самые Сливки», «Венеция», «Мини-Бикини», «Живое Мороженое», «Витамин Радости» и «Льдинка»; теста «Без Хлопот» и «Cытный Городок»; продукции для поста «Великий Пост», а также котлеты и блины «FIN FOOD2».
В 2017 году завод в Шахтах был выставлен на продажу.

## Собственники и руководство
«Талосто» принадлежит менеджменту: генеральному директору Алексею Абросимову (50 %), председателю совета директоров Алексею Власьеву (25 %) и коммерческому директору Юрию Дементьеву (25 %).

## Деятельность
«Талосто» выпускает мороженое (53 % доходов), замороженные полуфабрикаты (39 %) и замороженное тесто (8 %). На пике своего развития компания располагала производственными мощностями в Санкт-Петербурге, Волхове, Шахтах и Москве.
Выручка компании в 2005 году составила 2,7 млрд руб. (в 2004 году — 2,3 млрд руб.), чистая прибыль — 391 млн руб. (325 млн руб.). Продажи в первом полугодии 2008 года составили 24 495 тонн, во втором полугодии 2008 года — 21 329 тонн, в первом полугодии 2009 года — 20 056 тонн.
В 2006-2007 годах «Талосто» было 2-м по объёму (после «Инмарко») производителем мороженого в России.
В 2020 году компания заняла 13-е место в рейтинге производителей мороженого в России с объёмом производства 8300 тонн. У компании осталась одна производственная площадка — в Волхове.
В 2023 году «Талосто» оказалось на 20-й строчке рейтинга производителей мороженого с объёмом производства 6000 тонн.